# Вертикальная линия сверху
Вертикальная линия сверху (◌̍) — диакритический знак, используемый в латинице.

## Использование

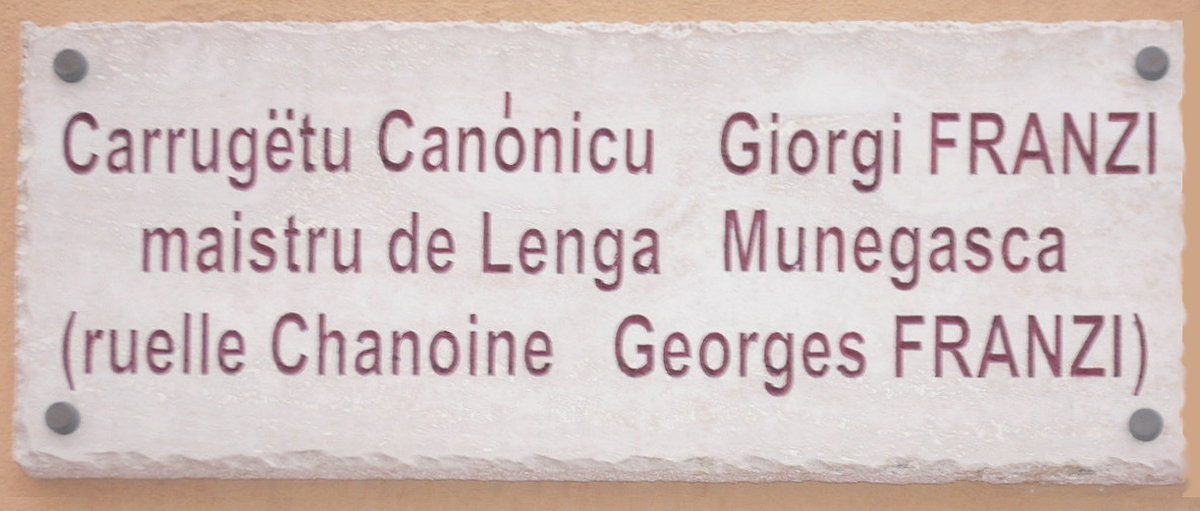
Двуязычная табличка на монегаскском и французском (в слове Cano̍nicu — буква o с вертикальной линией сверху).

В стандартной унифицированной орфографии для языков Заира (современная Демократическая республика Конго) используется с гласными для обозначения среднего тона.
В тайваньской романизации пэвэдзи используется для обозначения восьмого (высокого) тона (кит. 陽入) — [˥]. Аналогично используется в официальной романизации тайваньского языка Tâi-lô.
В монегаскском диалекте используется для обозначения нетипично расположенного ударения.
В МФА может использоваться для обозначения слоговых согласных в сочетании с буквами с нижними выносными элементами (в остальных случаях используется вертикальная линия снизу, ◌̩).